# پیتزا روتوندو
پیتزا روتوندو (به لاتین: Pizzo Rotondo) یک کوه در سوئیس است که در کانتون وله واقع شده‌است. پیتزا روتوندو ۳٬۱۹۲ متر بالاتر از سطح دریا واقع شده‌است.